# Волтаго Агордино
Волтаго Агордино (итал. Voltago Agordino) је насеље у Италији у округу Белуно, региону Венето.
Према процени из 2011. у насељу је живело 991 становника. Насеље се налази на надморској висини од 866 м.

## Становништво
| 1931. | 1936. | 1951. | 1961. | 1971. | 1981. | 1991. | 2001. | 2011. |
| ----- | ----- | ----- | ----- | ----- | ----- | ----- | ----- | ----- |
| 1.383 | 1.341 | 1.443 | 1.358 | 1.210 | 1.087 | 1.017 | 991   | 914   |